# 부천 하나은행
부천 하나은행 WBT(Bucheon Hana Bank Women's Basketball Team)는 대한민국 경기도 부천시에 있는 농구 선수단이다. 하나은행이 운영하는 여자 프로 농구단이며, 2012년에 창단되었다. 2012년 4월에 해체한 부천 신세계 쿨캣 농구단을 인수하여 2012년 9월 재창단하였다. 한국여자프로농구(WKBL)에 참가하고 있다.

## 역사
1997년에 여자 실업 농구 팀 태평양화학 여자 농구 팀을 신세계백화점에서 인수하였다. 신세계의 광주광역시 지역 법인인 광주신세계를 모기업으로 하여 ‘신세계 쿨캣’이라는 팀명으로 광주를 연고지로 삼아 창단했다. 이후 2006년 연고지를 경기도 부천으로 이전했다. 신세계에서 2012년 4월 13일 보도자료를 통해 농구단을 해체한다고 발표하였다. 2012년 8월 1일 WKBL에서는 서울특별시 중구 소공동 롯데호텔에서 임시총회를 열고 새로운 인수 기업이 나올 때까지 신세계 농구단의 운영비를 지원하기로 했다. WKBL 관계자는 “한 시즌에 25억에서 30억원이 드는 운영비를 지원해 이번 시즌 리그에 출전할 수 있도록 의견을 모았다”며 “새로운 팀 이름은 ‘네이밍 마케팅’을 통해 정하기로 했다”고 말했다. 때마침 하나금융그룹에서 신세계 농구단을 전격 인수하기로 결정하였고, 연고지도 부천시를 유지하기로 했다. 하나금융그룹은 곧 새로운 팀명을 결정한 후 2012-2013시즌을 준비할 예정이다. 하나은행이 외환은행을 인수하였는데, 외환은행이 실업 여자 농구 팀을 1997년 IMF 구제금융 사건 이전까지 운영하고 해체하였다가 신세계 팀 인수를 통해 하나외환 여자농구단으로 개편되어 여자 농구계로 돌아오게 되었다. 신세계의 마지막 감독이었던 정인교의 후임으로 조동기 감독이 선임되었지만, 2014년에 성적부진으로 경질됐고 후임에는 박종천 감독이 내정되었다.
 2015년 9월 1일에 은행명칭 변경으로 팀명도 KEB하나은행으로 바뀌었다. 2015-2016 시즌 정규리그 2위, 챔프전 준우승을 차지하였으나 첼시 리 서류 위조 사건으로 전경기 몰수패, 최하위(준우승 상금 회수), 드래프트 최하위 순번의 징계를 받았으며, 박종천 감독은 책임을 지고 사퇴하여 몇달 후 해설위원으로 복귀하지만, 한국여자농구연맹은 어떤 책임도 지지 않아 물의를 빚고 있다. 2020년 2월 3일에 은행명칭 변경으로 팀명도 하나은행으로 바뀌었다.

## 연혁
- 2012년 8월 27일: 하나금융그룹이 신세계 쿨캣을 전격 인수함.
- 2012년 9월 12일: 팀을 재창단하여 신세계 쿨캣에서 하나외환으로 팀명 변경.
- 2015년 9월 1일: 하나외환에서 KEB하나은행으로 팀명 변경.
- 2020년 2월 3일: KEB하나은행에서 하나은행으로 팀명 변경.
- 2020년 6월 15일: 하나은행에서 하나원큐로 팀명 변경.
- 2024년 8월 13일: 하나원큐에서 하나은행으로 팀명 변경.

## 역대 감독
| 순번     | 재임 기간 | 이름   |
| -------- | --------- | ------ |
| 1대      | 2012-2014 | 조동기 |
| 2대      | 2014-2015 | 박종천 |
| 3대      | 2015-2016 | 박종천 |
| 감독대행 | 2016-2017 | 이환우 |
| 4대      | 2017-2019 | 이환우 |
| 5대      | 2019-2022 | 이훈재 |
| 6대      | 2022-2025 | 김도완 |
| 7대      | 2025-     | 이상범 |

## 시즌별 기록
| 시즌    | 순위 | 승 | 패 | 승률 | 승차 | 플레이오프 | 수상                                                             |
| ------- | ---- | -- | -- | ---- | ---- | ---------- | ---------------------------------------------------------------- |
| 2012-13 | 5위  | 14 | 21 | .400 | 10   |            | 샌포드 (리바운드상)                                              |
| 2013-14 | 6위  | 8  | 27 | .229 | 17   |            | 김이슬 (신인선수상) 김정은 (베스트 5, 득점상)                    |
| 2014-15 | 5위  | 13 | 22 | .371 | 15   |            | 강이슬 (3득점상, 3점 야투상) 김정은 (득점상) 신지현 (신인선수상) |
| 2015-16 | 6위  | —  | —  | —    | —    |            |                                                                  |
| 2016-17 | 6위  | 13 | 22 | .371 | 20   |            | 강이슬 (베스트 5)                                                |
| 2017-18 | 5위  | 12 | 23 | .343 | 17   |            | 강이슬 (베스트 5, 득점상, 3득점상, 3점 야투상)                   |
| 2018-19 | 5위  | 12 | 23 | .343 | 16   |            | 강이슬 (3득점상, 3점 야투상)                                     |
| 2019-20 | 3위  | 11 | 16 | .407 | 10   |            | 강이슬 (베스트 5, 득점상, 3득점상, 3점 야투상)                   |
| 2020-21 | 5위  | 11 | 19 | .367 | 11   |            | 강유림 (신인선수상) 신지현 (베스트 5)                            |
| 2021-22 | 6위  | 5  | 25 | .167 | 20   |            | 신지현 (베스트 5, 모범선수상)                                    |
| 2022-23 | 6위  | 6  | 24 | .200 | 19   |            | 박소희 (신인선수상)                                              |

## 수상

### 우승
- WKBL 챔피언 결정전
  - 우승 (4): 1999 겨울, 2000 여름, 2001 여름, 2002 겨울
  - 준우승 (1): 1998 여름
- WKBL 퓨처스리그
  - 준우승 (1): 2018
- 박신자컵 서머리그
  - 우승 (3): 2018, 2019, 2020

## 참고 문헌
- “스포츠지원포털 등록 현황”. 대한체육회.
- “한국여자프로농구 히스토리”. 한국여자농구연맹.